# Reserva Extrativista Mãe Grande de Curuçá
A reserva extrativista Mãe Grande de Curuçá é uma unidade de conservação brasileira de uso sustentável da natureza, localizada no estado do Pará, com território distribuído pelos municípios de Curuçá, Marapanim, São Caetano de Odivelas e São João da Ponta.
Criada através de Decreto Presidencial sem número de 13 de dezembro de 2002, possuí área de 36 828ha e conta com o objetivo de promover a conservação dos recursos naturais e garantir a sustentabilidade das atividades extrativistas realizadas pelas comunidades tradicionais locais.

## O Uso Sustentável
As comunidades tradicionais que habitam a região dependem dos recursos naturais da reserva para a sua subsistência, realizando atividades extrativistas como a coleta de frutas, castanhas, açaí, pesca e a produção de farinha de mandioca. A RESEX Mãe Grande de Curuçá tem como objetivo principal garantir o uso sustentável desses recursos, conciliando a conservação ambiental com o desenvolvimento socioeconômico das comunidades locais .

## Atividades permitidas
Além das atividades extrativistas, a RESEX Mãe Grande de Curuçá também é aberta ao turismo ecológico, oferecendo aos visitantes a oportunidade de conhecer a rica biodiversidade da região, as tradições das comunidades locais e os ecossistemas únicos, como os manguezais .